# Mureck
Mureck (slovenska: Cmurek) är en stadskommun  i distriktet Südoststeiermark i det österrikiska förbundslandet Steiermark vid floden Mur, 21 km väster om Bad Radkersburg. Mureck är gränsstad till Slovenien.
Mureck omnämns för första gången 1278. Namnet syftar på flodens krök. I kröken ligger en kulle som tidigt koloniserades och befästes. 1148 omnämns en borg på kullen. Intill borgen uppstod ett samhälle som senast 1311 blev köping.
1532 ödelades Mureck av osmanska trupper. Men även på grund av de förödande bränderna finns inte mycket av den medeltida orten kvar. Det långsträckta torget kantas idag av hus från andra hälften av 1500- och 1600-talen.
Mureck är utbildnings- och turistort.

## Kommunen
Kommunen har 3 508 invånare (2024). Den består av åtta orter (Ortschaften) (inom parentes invånarantal 1 januari 2024):

- Diepersdorf (109)
- Eichfeld (332)
- Fluttendorf (49)
- Gosdorf (531)
- Hainsdorf-Brunnsee (190)
- Misselsdorf (478)
- Mureck (1 527)
- Oberrakitsch (292)

Kommunen fick sin nuvarande form den 1 januari 2015 genom en sammanslagning av kommunerna Eichfeld, Gosdorf och Mureck.